# Лукар
Лукар (ісп. Lúcar) — муніципалітет в Іспанії, у складі автономної спільноти Андалусія, у провінції Альмерія. Населення — 885 осіб (2010).
Муніципалітет розташований на відстані близько 350 км на південь від Мадрида, 60 км на північ від Альмерії.
На території муніципалітету розташовані такі населені пункти: (дані про населення за 2010 рік)
- Села: 382 особи
- Лукар: 503 особи

## Демографія
Динаміка населення (INE ):